# Aslispråk
Aslispråk är en språkgrupp inom den austroasiatiska språkfamiljen. Språken är officiellt 18 till antalet, och det totala antalet talare är cirka 60 000. De talas i första hand av urbefolkningen i den mittersta delen av Malackahalvön, i Västmalaysia och sydligaste Thailand.
De två språken med de flesta talarna är semai (18 000 talare) och temiar (12 000). Ibland noteras senoi med 20 000 talare.
Aslispråken talas av orang asli, urbefolkningen i det inre av Malackahalvön. Orang asli omfattar totalt cirka 180 000 personer (178 197 enligt 2010 års malaysiska folkräkning), vilket motsvarar 0,6 procent av landets totalt 28 miljoner människor. Orang asli är en exonym, som på malaysiska betyder 'urfolk' eller 'första folk'. Den introducerades som en samlingsbeteckning av antropologer och administratörer som annars officiellt talar om dem via begrepp som negrito, senoi och protomalayer.
De flesta språken är utrotningshotade, på grund av ökat kulturellt och ekonomiskt tryck från den malajisktalande majoritetsbefolkningen i Malaysia. I landet har en del radiostationer dock börjat sända program på aslispråk, och texter på olika aslispråk syns ibland i tidningar.
Endast en mindre grupp av aslispråkstalarna utbildas i sina respektive modersmål. De flesta av de yngre orang asli använder malajiska som skolspråk. För närvarande finns endast 5 skolor i delstaten Pahang och 2 skolor i delstaten Perak som lär ut något aslispråk, bland annat på grund av en brist på kunniga lärare och läromedel på språken.